# Athyrium gedeanum
Athyrium gedeanum är en majbräkenväxtart som först beskrevs av Rac., och fick sitt nu gällande namn av Christ. Athyrium gedeanum ingår i släktet Athyrium och familjen Athyriaceae. Inga underarter finns listade.